# Tunnel Schuman-Josaphat
Pour les articles homonymes, voir Schuman et Josaphat.
Le tunnel Schuman-Josaphat est un tunnel ferroviaire bruxellois ouvert le 4 avril 2016 pour relier la ligne 161 juste après la gare Schuman et la ligne 26 à hauteur du tunnel du Cinquantenaire juste avant la gare de Meiser.
Ce tunnel constitue la partie nord de la ligne 161A de Y Cinquantenaire à Bakenbos qui dédouble la ligne 161 au sud de la gare de Bruxelles-Luxembourg.
D'une longueur de 1 250 m, ce tunnel est une pièce maîtresse du projet de RER Bruxellois. Il passe sous l'avenue Plasky, la place de Jamblinne de Meux et le tunnel routier de Cortenbergh. Les maîtres d'œuvre sont Infrabel et Beliris. Le but de l'opération est d'ouvrir une relation ferroviaire parallèle à l'axe saturé Bruxelles Nord - Bruxelles-Midi et de réduire le temps de voyage du quartier européen à l'aéroport d'une demi-heure à un quart d'heure en éliminant la correspondance à Bruxelles Nord.
Son exploitation commerciale était prévue le 13 décembre 2015  mais fut finalement inauguré le 4 avril 2016.

## Situation ferroviaire
L'entrée du tunnel Schuman-Josaphat est établie à la gare de Bruxelles-Schuman, en connexion avec la ligne 161 de Schaerbeek à Namur, et sa sortie est une connexion avec un tronçon du tunnel du cinquantenaire de la ligne 26 de Schaerbeek à Hal.

## Histoire
En prévision d'une ouverture en décembre 2015, elle fut ajournée au dernier moment. La raison invoquée est qu'un « exercice catastrophe », qui était programmé juste avant la mise en service prévue le 14 décembre, n'a pu avoir lieu du fait de « l'état d'alerte maximale instauré à Bruxelles » en raison des attentats du 13 novembre en France. Le tunnel a enfin été ouvert le 4 avril 2016

## Caractéristiques

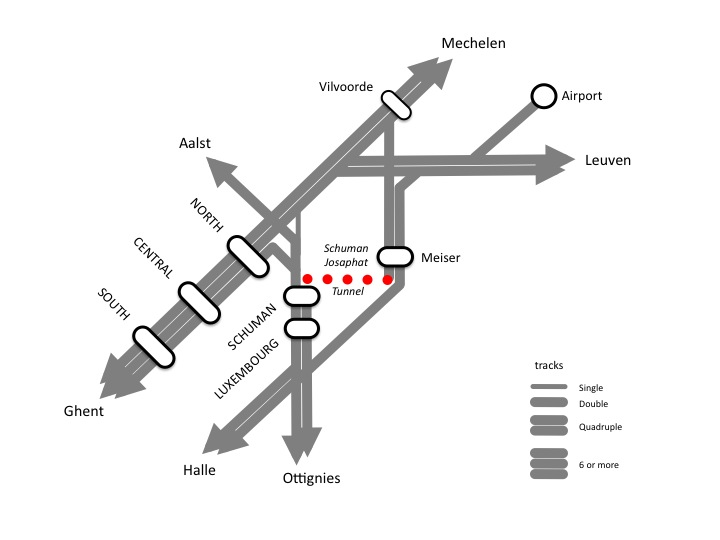
Carte contextuelle.
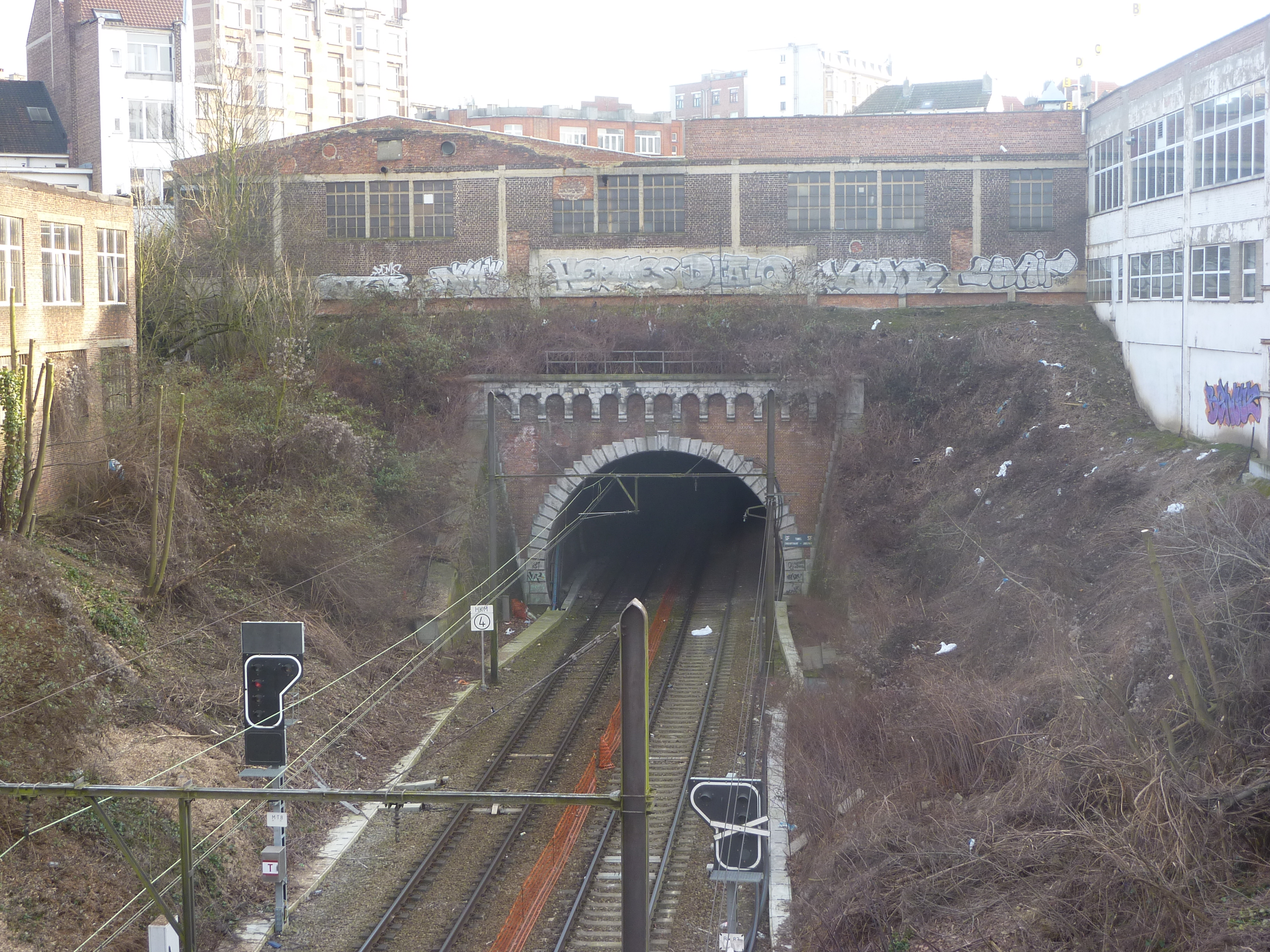
L'entrée du tunnel du Cinquantenaire.
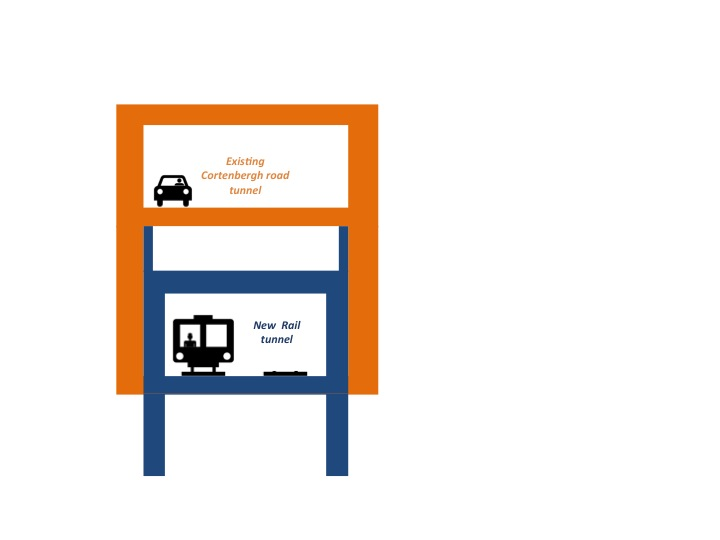
Section du tunnel ferroviaire sous le tunnel Cortenbergh.